# Староство (Корея)
Ста́роство (кор. 牧, 목, МФА: [mok], «пасовисько») — адміністративно-територіальна одиниця в Кореї часів династій Корьо і Чосон. Була за статусом нижче провінції чи особливого міста, але вище повіту. Очолювалася старостою — чиновником третього молодшого рангу. Охоплювала територію великого містечка з прилеглими селами. 
На початку існування династії Корьо існувало 12 староств. 
1. Староство Янджу 楊州牧, 양주목
2. Староство Хеджу 海州牧, 해주목
3. Староство Гванджу 廣州牧, 광주목
4. Староство Чхунджу 忠州牧, 충주목
5. Староство Чхонджу 淸州牧, 청주목
6. Староство Конджу 公州牧, 공주목
7. Староство Чінджу 晋州牧, 진주목
8. Староство Санджу 尙州牧, 상주목
9. Староство Чонджу 全州牧, 전주목
10. Староство Наджу 羅州牧, 나주목
11. Староство Синджу 昇州牧, 승주목
12. Староство Хванджу 黃州牧, 황주목

1018 року вони були скорочені до 8, за кількістю провінцій. 
1. Староство Гванджу 廣州牧, 광주목
2. Староство Чхунджу 忠州牧, 충주목
3. Староство Чхонджу 淸州牧, 청주목
4. Староство Чінджу 晋州牧, 진주목
5. Староство Санджу 尙州牧, 상주목
6. Староство Чонджу 全州牧, 전주목
7. Староство Наджу 羅州牧, 나주목
8. Староство Хванджу 黃州牧, 황주목

В часи династії Чосон кількість староств була збільшена до 20.
Ліквідовані 1895 року шляхом входження до складу повітів.